# المركز الثقافي الإسلامي
المركز الثقافي الإسلامي هو مركز للمسلمين يقع في لندن في إنجلترا، افتتح في عام 1944. وهو جزء من مسجد لندن المركزي، بعد أن تم ضمه اليه. من مهامه القيام بحملات نيابة عن المسلمين البريطانيين إلى الحكومة والسلطات المحلية والهيئات الرسمية بشأن قضايا مثل الصحة والرعاية الاجتماعية والتعليم وغيرها.
من المشاهير الذين أعلنوا إسلامهم في المركز الثقافي الإسلامي الكاتبة البريطانية عائشة ليمو عام 1961م. وهو أيضا المكان الذي اعتنق فيه تشارلز لو جاي إيتون الإسلام.

## وصلات خارجية
- الموقع الرسمي